# Novellara
Novellara – miejscowość i gmina we Włoszech, w regionie Emilia-Romania, w prowincji Reggio Emilia.
Według danych na rok 2004 gminę zamieszkiwało 11 911 osób, 205,4 os./km².

## Miasta partnerskie
- Nowy Jiczyn, Czechy
- Newe Szalom, Izrael
- Sancti Spíritus, Kuba
- Santa Gertrudes, Brazylia